# خيبر أماني
خيبر أماني (6 فبراير 1987 بألمانيا - ) هو لاعب كرة قدم أفغاني في مركز الهجوم. شارك مع منتخب أفغانستان لكرة القدم. أما مع النوادي، فقد لعب مع 1. FSV Mainz 05 II ‏ ونادي يوجيشيم ‏ وSC Hessen Dreieich ‏ وSV Rot-Weiß Hadamar ‏.

## وصلات خارجية
- خيبر أماني على موقع قاعدة بيانات كرة القدم.إي يو (الإنجليزية)
- خيبر أماني على موقع ناشيونال فوتبول تيمز (الإنجليزية)
- خيبر أماني على موقع Soccerway.com (الإنجليزية)
- خيبر أماني على موقع عالم كرة القدم.نت (الإنجليزية)